# Acanthocyclops kagaensis
Acanthocyclops kagaensis – gatunek widłonoga z rodziny Cyclopidae. Nazwa naukowa gatunku została po raz pierwszy opublikowana w 1964 roku przez japońskiego biologa Takashiego Ito.